# Incarnation et rembourrage
Pour les articles homonymes, voir Incarnation (homonymie) et Rembourrage.

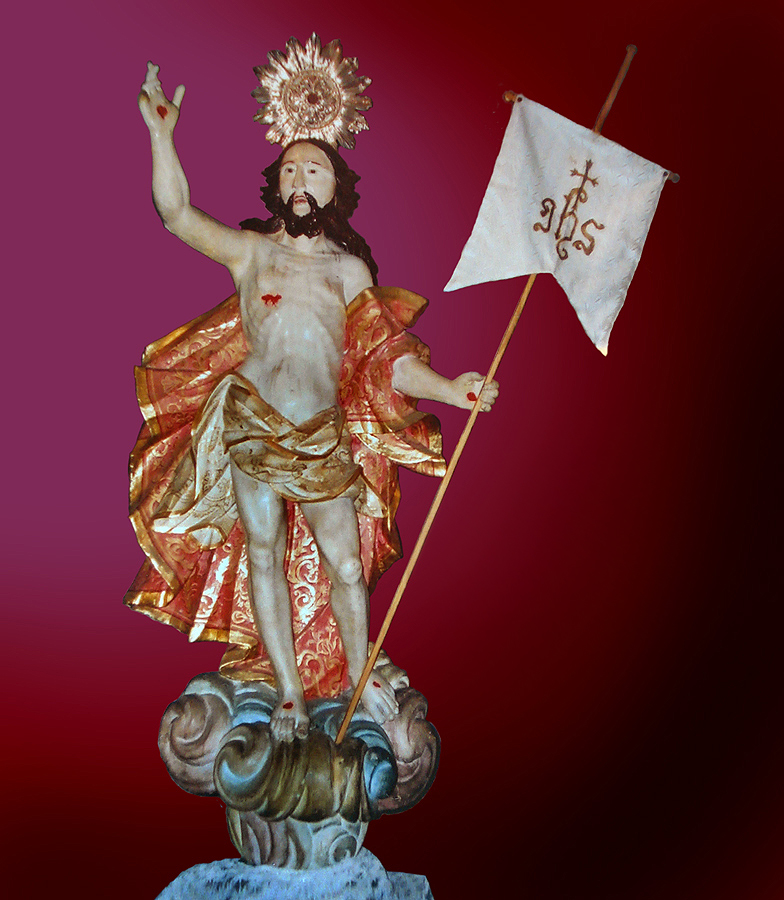
Le Christ ressuscité, incarné et rembourré. École bahianaise, Église du Tiers-Ordre de Saint-François, Salvador.

L'incarnation et le rembourrage sont des techniques de décoration polychrome de la statuaire baroque.

## Description
L'incarnation, comme son nom l'indique, cherche à imiter l'effet de la chair humaine sur les parties du corps qui sont visibles, comme le visage et les mains, et le rembourrage est l'imitation de vêtements et de tissus. Cela vise à garantir que l'image a un effet réaliste, en s'assurant qu'elle a un grand impact émotionnel sur les observateurs.
La polychromie constitue la phase finale de l'élaboration de l'œuvre, après que le sculpteur a sculpté le bois ou modelé l'argile dans ses formes définitives, et après que la pièce a reçu une préparation de base, appelée "gâteau arménien", composé de colle et de plâtre ou d'argile, dans l'ordre pour éliminer les irrégularités et la rugosité de la matière première, créant une surface lisse. Si la statue à rembourrer doit être dorée ou argentée, de très fines feuilles de métaux précieux sont appliquées sur le gâteau arménien. Ensuite, la finition finale avec peinture est réalisée avec de la peinture à l'huile ou a tempera, couvrant toutes les surfaces. Dans les images d'or ou d'argent, la peinture est enlevée dans certaines parties à l'aide d'un stylet ou d'instruments de pointe, permettant au métal sous-jacent d'apparaître et de créer des motifs similaires aux brocarts et à la dentelle, avec un effet somptueux.